# Иямбо, Абрахам
Абрахам Иямбо (англ. Abraham Iyambo; 2 февраля 1961, Ошакати, Намибия — 2 февраля 2013, Лондон, Великобритания) — намибийский политический и государственный деятель.

## Биография
Абрахам Иямбо родился 2 февраля 1961 года в приграничной с Анголой провинции Ошанe. С юношеских лет вступил в партию СВАПО. С 1982 по 1985 год изучал в Гаване (Куба) химию; затем для дальнейшей учёбы перебрался в Лондон, где окончил Университет Суррея. В промежутке между 1991 и 1994 годами он получил звание доктора. В 1997 году стал министром рыболовства и морских ресурсов. B 2010 году премьер-министр страны Нахас Ангула переместил его на пост министрa образования, на этом же посту он остался и при новом главе правительства Хаге Гейнгобe.
В течение ряда лет у Иямбо были проблемы со здоровьем, связанные с высоким кровяным давлением. Скоропостижно скончался в свой 52-й день рождения 2 февраля 2013 года от инсульта в Лондоне во время официального визита. У него осталось две дочери.